# Mistrzostwa Świata w Biathlonie 2012 – sztafeta mężczyzn
Sztafeta mężczyzn na Mistrzostwach świata w biathlonie 2012 odbyła się 9 marca w Chiemgau-Arena. Była to ósma konkurencja podczas tych mistrzostw.

## Wyniki
| Pozycja | Nr | Zespół                                                                                     | Pudła (L+S)                              | Czas      | Strata  |
| ------- | -- | ------------------------------------------------------------------------------------------ | ---------------------------------------- | --------- | ------- |
|         | 5  | Norwegia · Ole Einar Bjørndalen · Rune Brattsveen · Tarjei Bø · Emil Hegle Svendsen        | 0+1 1+6 0+0 1+3 0+0 0+2 0+1 0+1 0+0 0+0  | 1:17:26.8 | -       |
|         | 2  | Francja · Jean-Guillaume Béatrix · Simon Fourcade · Alexis Bœuf · Martin Fourcade          | 0+5 0+5 0+1 0+1 0+1 0+0 0+2 0+3          | 1:17:56.5 | +29.7   |
|         | 3  | Niemcy · Simon Schempp · Andreas Birnbacher · Michael Greis · Arnd Peiffer                 | 0+4 0+6 0+0 0+1 0+1 0+3 0+2 0+0 0+1 0+2  | 1:18:19.8 | +53.0   |
| 4.      | 7  | Włochy · Christian De Lorenzi · Markus Windisch · Dominik Windisch · Lukas Hofer           | 0+5 0+5 0+2 0+1 0+1 0+2 0+2 0+1 0+0 0+1  | 1:18:55.7 | +1:28.9 |
| 5.      | 6  | Austria · Simon Eder · Christoph Sumann · Daniel Mesotitsch · Dominik Landertinger         | 0+1 0+2 0+0 0+0 0+1 0+0 0+0 0+0 0+0 0+2  | 1:19:05.7 | +1:38.9 |
| 6.      | 1  | Rosja · Anton Szypulin · Andriej Makowiejew · Jewgienij Garaniczew · Dmitrij Małyszko      | 0+7 1+5 0+1 0+1 0+2 1+3 0+3 0+0          | 1:19:10.9 | +1:44.1 |
| 7.      | 13 | Szwajcaria · Ivan Joller · Benjamin Weger · Claudio Böckli · Simon Hallenbarter            | 0+7 0+6 0+2 0+2 0+2 0+0 0+3 0+3 0+0 0+1  | 1:19:27.2 | +2:00.4 |
| 8.      | 10 | Ukraina · Serhij Semenow · Serhij Sedniew · Artem Pryma · Andrij Deryzemla                 | 0+2 0+7 0+0 0+0 0+0 0+3 0+1 0+2          | 1:19:53.6 | +2:26.8 |
| 9.      | 11 | Czechy · Michal Šlesingr · Zdeněk Vítek · Jaroslav Soukup · Ondřej Moravec                 | 0+2 3+7 0+1 0+2 0+0 3+3 0+0 0+1 0+1 0+1  | 1:20:15.0 | +2:48.2 |
| 10.     | 12 | Stany Zjednoczone · Lowell Bailey · Jay Hakkinen · Tim Burke · Leif Nordgren               | 0+5 0+9 0+0 0+1 0+3 0+3 0+2 0+2 0+0 0+3  | 1:20:32.9 | +3:06.1 |
| 11.     | 8  | Białoruś · Siarhiej Nowikau · Alaksandr Babczyn · Uładzimir Alaniszka · Jauhien Abramienka | 0+5 0+4 0+2 0+1 0+0 0+2 0+1 0+0          | 1:20:36.1 | +3:09.3 |
| 12.     | 15 | Słowacja · Dušan Šimočko · Matej Kazár · Martin Otčenáš · Pavol Hurajt                     | 0+6 0+6 0+1 0+0 0+3 0+2 0+2 0+3 0+0 0+1  | 1:20:36.3 | +3:09.5 |
| 13.     | 20 | Kanada · Marc-André Bédard · Jean-Philippe Leguellec · Scott Perras · Nathan Smith         | 1+6 0+4 1+3 0+1 0+0 0+1 0+2 0+1 0+1 0+1  | 1:20:47.2 | +3:20.4 |
| 14.     | 9  | Słowenia · Klemen Bauer · Janez Marič · Vasja Rupnik · Peter Dokl                          | 0+5 1+11 0+1 0+2 0+3 0+3 0+1 0+3 0+0 1+3 | 1:21:45.9 | +4:19.1 |
| 15.     | 24 | Kazachstan · Aleksandr Czerwiakow · Jan Sawicki · Siergiej Naumik · Aleksandr Trifonow     | 0+3 0+8 0+1 0+2 0+1 0+1 0+0 0+3 0+1 0+2  | 1:22:09.3 | +4:42.5 |
| 16.     | 4  | Szwecja · Ted Armgren · Björn Ferry · Carl Johan Bergman · Fredrik Lindström               | 2+4 1+5 2+3 1+3 0+1 0+1 0+0 0+0 0+0 0+1  | 1:22:16.5 | +4:49.7 |
| 17.     | 14 | Bułgaria · Michaił Kleczerow · Mirosław Kenanow · Władimir Iliew · Krasimir Anew           | 0+8 0+5 0+3 0+1 0+1 0+3 0+3 0+1 0+1 0+0  | 1:22:40.6 | +5:13.8 |
| 18.     | 17 | Estonia · Kauri Kõiv · Indrek Tobreluts · Roland Lessing · Danil Steptsenko                | 0+3 4+6 0+0 0+0 0+0 1+3 0+0 0+0 0+3 3+3  | 1:23:41.8 | +6:15.0 |
| LAP     | 19 | Łotwa · Edgars Piksons · Andrejs Rastorgujevs · Artūrs Koļesņikovs · Rolands Pužulis       | 0+5 1+6 0+1 0+0 0+3 0+3 0+1 1+3 0+0 0+0  | LAP       | LAP     |
| LAP     | 23 | Finlandia · Jarkko Kauppinen · Timo Antila · Antti Tyrväinen · Ville Simola                | 2+6 2+11 0+0 1+3 1+3 1+3 1+3 0+2 0+0 0+3 | LAP       | LAP     |
| LAP     | 21 | Litwa · Tomas Kaukėnas · Karol Dombrovski · Karolis Zlatkauskas · Aleksandr Lavrinovič     | 0+5 1+7 0+1 0+1 0+0 0+2 0+3 1+3 0+1 0+1  | LAP       | LAP     |
| LAP     | 18 | Polska · Krzysztof Pływaczyk · Tomasz Sikora · Adam Kwak · Łukasz Szczurek                 | 2+6 2+7 1+3 0+1 0+0 0+0 1+3 0+3 0+0 2+3  | LAP       | LAP     |
| LAP     | 16 | Japonia · Junji Nagai · Kazuya Inomata · Hidenori Isa · Ryo Tsunoda                        | 2+7 3+9 1+3 1+3 0+0 0+3 0+1 0+0 1+3 2+3  | LAP       | LAP     |
| LAP     | 26 | Chiny · Chen Haibin · Li Zhonghai · Ren Long · Zhang Chengye                               | 0+5 0+9 0+0 0+3 0+2 0+2 0+3 0+1 0+0 0+3  | LAP       | LAP     |
| LAP     | 25 | Serbia · Milanko Petrović · Damir Rastić · Edin Hodžić · Emir Hrkalović                    | 0+7 0+8 0+2 0+1 0+1 0+3 0+1 0+1 0+3 0+3  | LAP       | LAP     |
| LAP     | 28 | Belgia · Thorsten Langer · Pascal Langer · Thierry Langer · Vincent Naveau                 | 1+6 0+3 0+1 0+0 1+3 0+2 0+1 0+1 0+1 0+0  | LAP       | LAP     |
| LAP     | 27 | Korea Południowa · Jun Je-uk · Lee In-bok · Kim Yong-gyu · Kim Jong-min                    | 3+10 1+7 2+3 0+0 0+2 0+3 0+2 1+3 1+3 0+1 | LAP       | LAP     |
| LAP     | 22 | Wielka Brytania · Lee-Steve Jackson · Pete Beyer · Marcel Laponder · Ben Woolley           | 0+7 3+7 0+3 0+0 0+1 0+2 0+2 0+2 0+1 3+3  | LAP       | LAP     |
| LAP     | 29 | Chorwacja · Jurica Veverec · Tomislav Crnković · Zvonimir Tadejević · Dino Butković        | 1+5 3+9 0+0 2+3 1+3 1+3 0+1 0+2 0+1 0+1  | LAP       | LAP     |